# 26. Infanterie-Brigade (Deutsches Kaiserreich)
Die 26. Infanterie-Brigade war ein Großverband der Preußischen Armee.

## Geschichte
Die 26. Infanterie-Brigade wurde am 29. April 1852 formiert und das Kommando stand in Münster. Sie war in Friedenszeiten der 13. Division des VII. Armee-Korps unterstellt. Ihr gehörten das 15. Infanterie-Regiment (2. Westfälisches) mit Garnison in Münster und Wesel sowie dessen Landwehr-Regiment an. Durch die A.K.O. vom 5. Mai 1860 wurde aus den drei Landwehr-Stamm-Bataillonen aus Minden, Paderborn und Bielefeld das „15. kombinierte Infanterie-Regiment“, das in der Brigade an die Stelle des Landwehrregiments trat, formiert. Aus diesem wurde am 4. Juli 1860 per AKO das 6. Westfälische Infanterie-Regiment Nr. 55. Nach dem Deutsch-Französischen Krieg wurde 1871 sein Kommando nach Minden verlegt. Zu Beginn des Ersten Weltkrieges wurde das brigadefreie Westfälische Jäger-Bataillon Nr. 7 kurzfristig der Brigade angegliedert. Im Zuge der Umformung aller Divisionen zu je drei Infanterie-Regimentern schied am 3. März 1915 das Infanterie-Regiment Nr. 158 aus dem Verband der 25. Infanterie-Brigade. Das Infanterie-Regiment „Herwarth von Bittenfeld“ (1. Westfälisches) Nr. 13 wurde in die 26. Infanterie-Brigade eingegliedert und die 25. aufgelöst.

## Feldzüge

### Deutsch-Dänischer Krieg

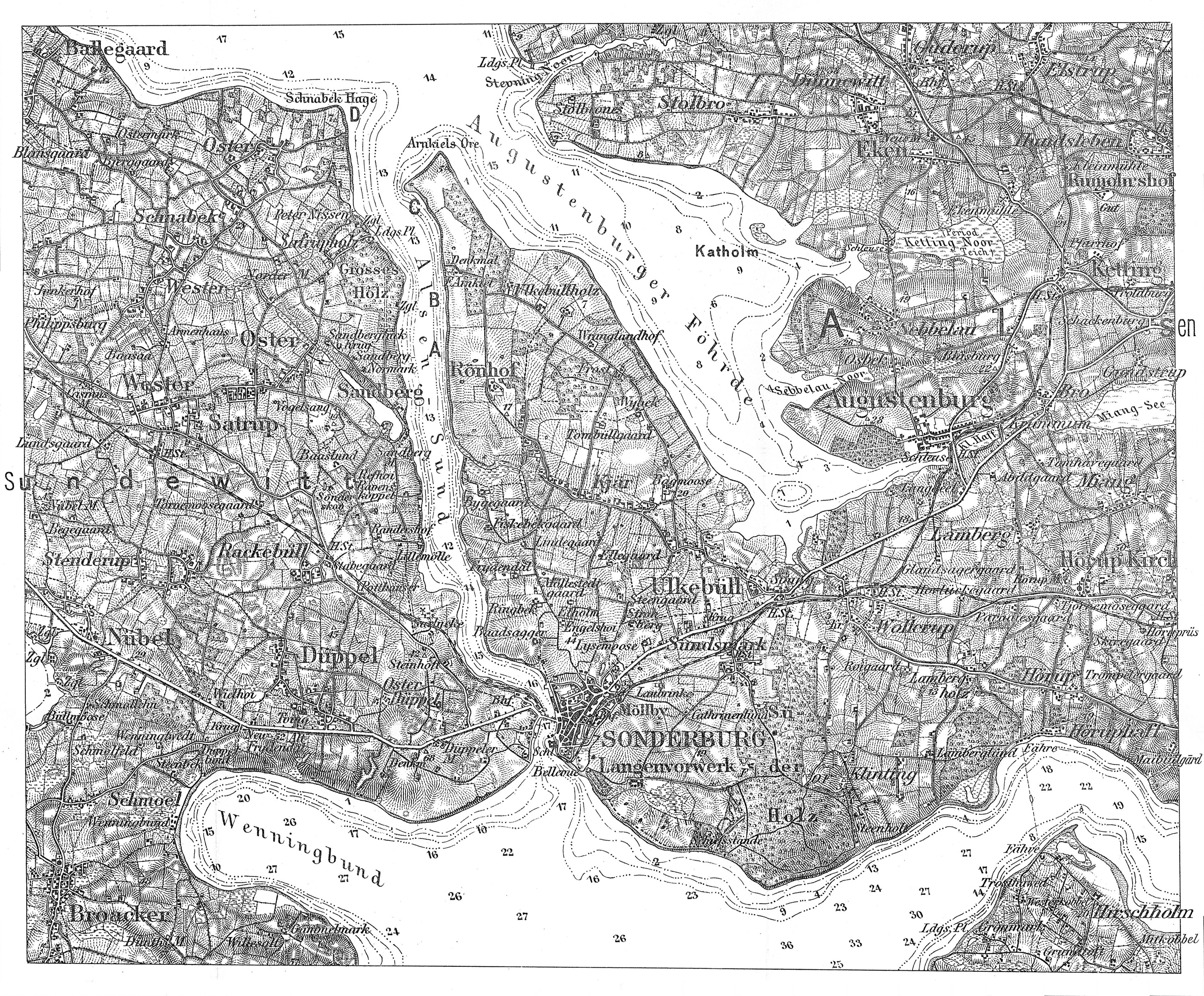
Übergang nach Alsen

Aufgrund der Schleswig-Holstein-Frage erging am 17. Dezember 1863 der Befehl zur Mobilmachung. Ende Januar war die Brigade bei Kiel. Als General Christian Julius de Meza die Forderung des Oberkommandierenden der preußischen Truppen, Friedrich von Wrangel, Schleswig zu räumen ablehnte, schickte Wrangel das II. Korps gegen Danewerk bei Schleswig vor. Im Gefecht von Missunde gelang es am 2. Februar 1864 die „Schanze 59“ zu erobern.
Am 17. Februar 1864 wurde die Brigade in die erste Vorpostenlinie vor Düppel verlegt. General August Karl von Goeben machte derweil durch kleine Rekognoszierungsgefechte die Offiziere mit deren Umgebung vertraut. Es folgte die Schlacht von Alsen.
Während des Sturmes auf die Düppeler Schanzen band General von Goeben mit seiner Brigade mehrere dänische Bataillone auf der gegenüberliegenden Insel Alsen.
Mit dem Auslaufen der nun eintretenden Waffenruhe, die am 12. Mai nach Friedensverhandlungen in London in Kraft trat, nahmen die Dänen am 25. Juni wieder die Feindseligkeiten auf.
Nachdem Wrangel den Oberbefehl niedergelegt hatte und der Prinz an dessen Stelle trat, führte General Eberhard Herwarth von Bittenfeld das I. Korps. Der dänische Kriegsminister Carl Lundbye befürchtete einen Handstreich auf Fünen und besetzte diese Insel stärker, was die Besatzung Alsens schwächte. Da Österreich sich aber nicht zu einem Handstreich auf Fünen bewegen ließ, entschloss sich Prinz Friedrich Karl zunächst die Dänen auf Alsen anzugreifen und das I. Korps erhielt den Befehl die dortige Landung in der Nacht zum 29. Juni auszuführen.
Wie im Übergangsbefehl vorausgesagt, kam es bei Kjaer an der Einmündung der Augustenburger Förde in den Sund zum Gefecht. Die Brigade griff Kjaer aus nordwestlicher Richtung an. Nach der Eroberung Kjaers griff die Brigade „Bülow“ aus südlicher Richtung an. Als dieser Angriff erfolglos war, wurde sie durch die Brigade „von Goeben“ bis Sonderburg zurückgedrängt, wo das Gefecht zum Stehen kam. Nachdem Kjaer erobert war, sah der dänische General Peter Frederik Steinmann Alsen bereits als verloren an und forderte Transportschiffe aus Fünen an, um sich staffelweise nach Kekenis zurückziehen zu können. Die Truppen die an der Eroberung Alsen teilgenommen hatten, wurden mit dem Alsenkreuz ausgezeichnet.

### Deutscher Krieg

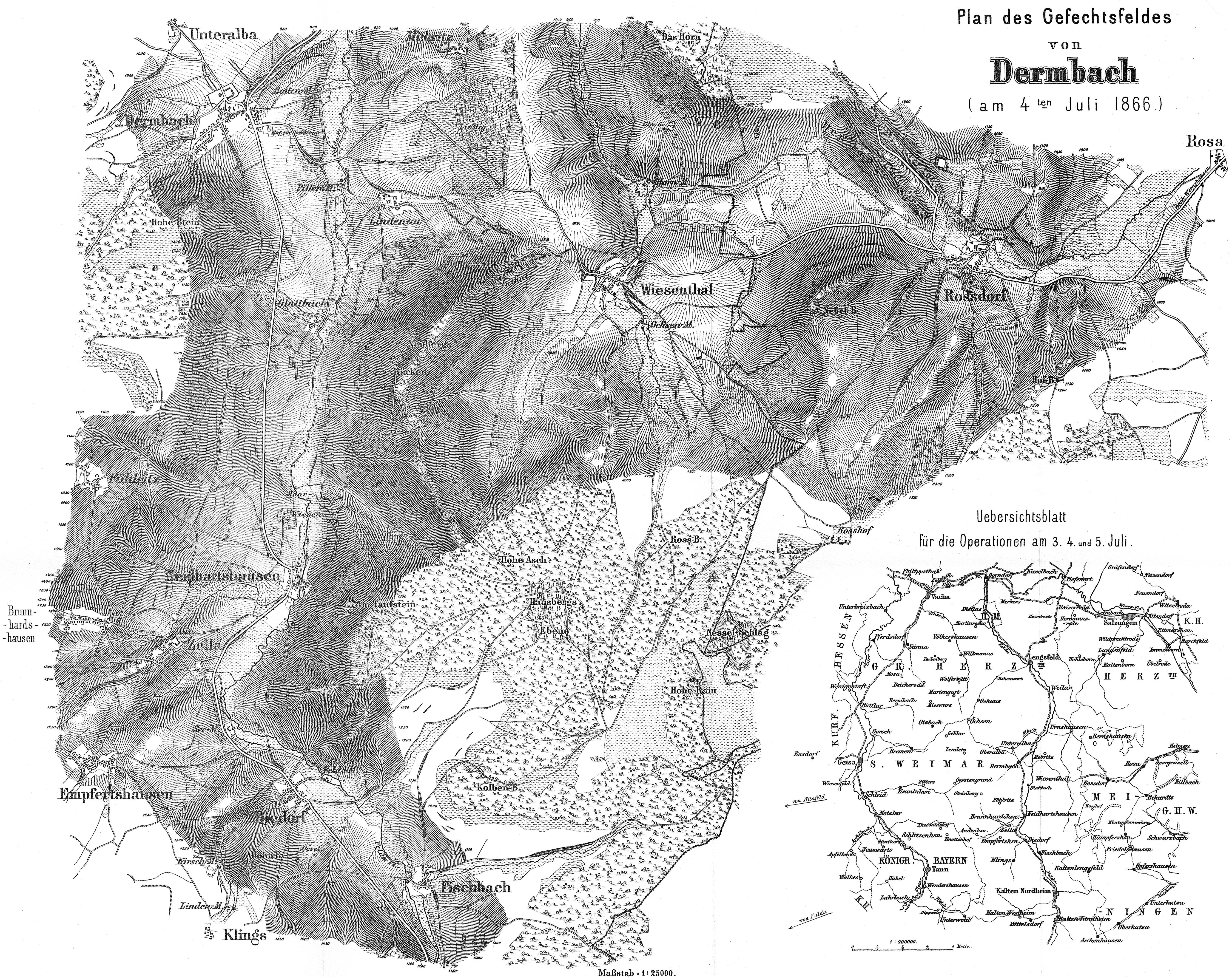
Gefechte bei Dermbach

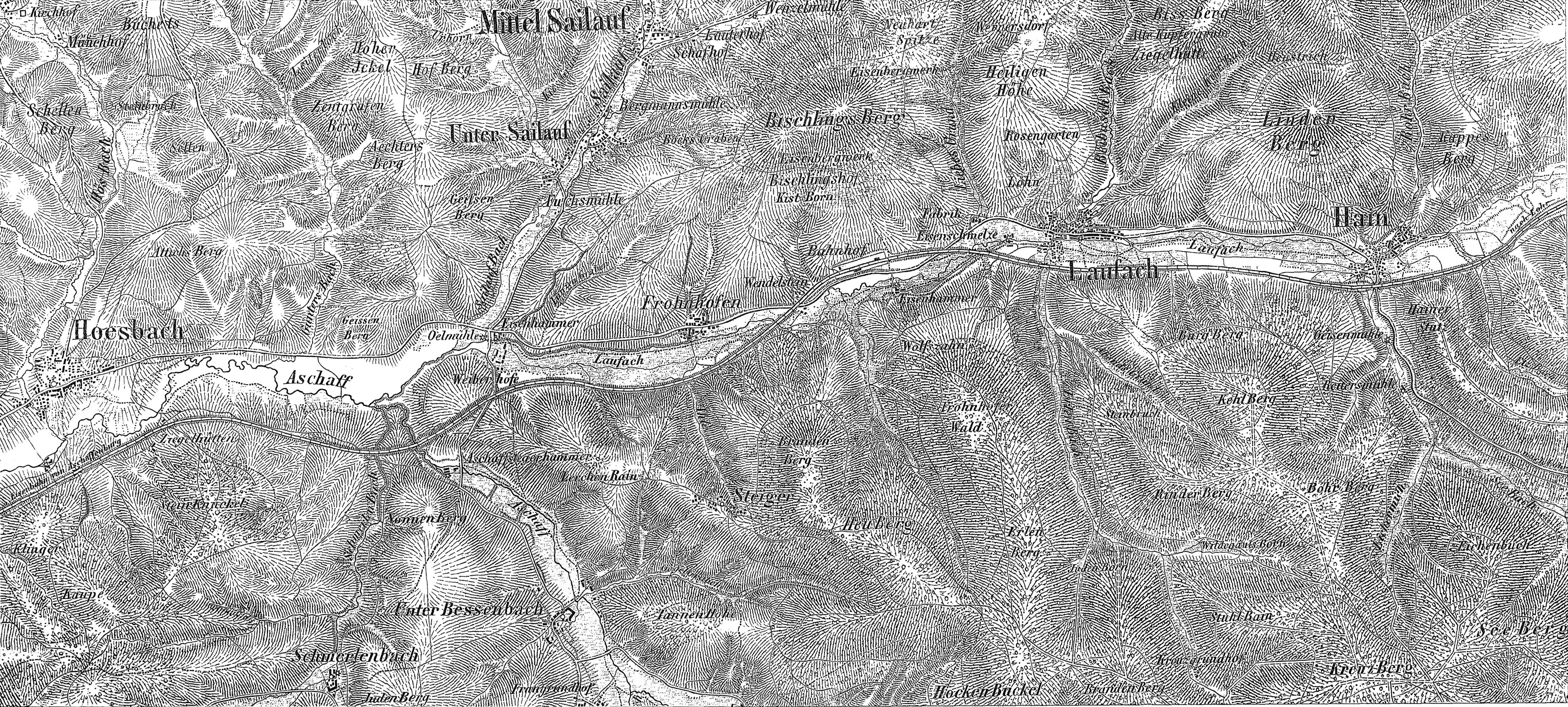
Gefecht bei Laufach-Fronhöfen

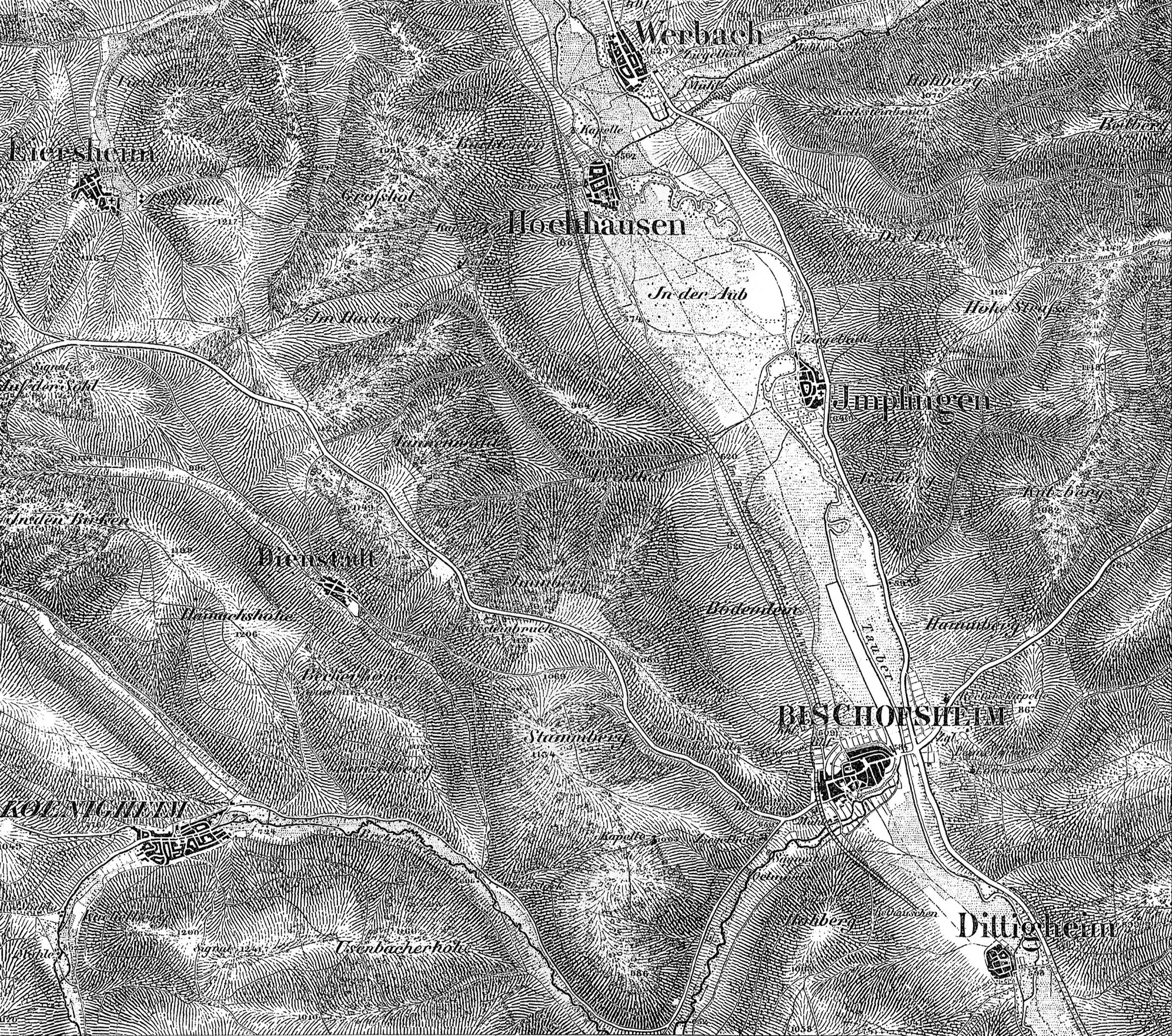
Gefecht bei Werbach

Die Mobilmachungsorder für den Bereich des VII. Armee-Korps traf am 8. Mai 1866 ein. Die Division erreichte die am Tage zuvor vom Militär verlassene Garnisonshauptstadt und traf dort mit der aus Elb-Herzogtümern formierten Division des Generals Edwin von Manteuffel, der Division „Manteuffel“, zusammen. Das am 22. erreichte Göttingen, wo die 13. Division verbleiben sollte, hatten die Österreich unterstützenden Hannoveraner bereits am 21. mit der Absicht verlassen, sich mit den aus Süden kommenden Bayern zu vereinigen.
Nach der Kapitulation des Königreich Hannover wurde das Korps Teil der Mainarmee. Bei den vom 4. Juli bezeichneten Gefechten von Dermbach kämpfte das Regiment, deren Brigade der Division „Hartmann“ zugeteilt war, in Wiesenthal (Thüringen).
Als das Ziel des Bundesheeres, die Vereinigung des VIII. Bundeskorps mit dem VII. (Bayern), nicht erreicht worden war, wendete sich General Falckenstein dem VII. Bundeskorps (Bayern) zu und sandte die Division mit dem Regiment nach Kissingen, um von dort aus weiter nach Schweinfurt vorzurücken. Als bekannt wurde, dass das Korps bereits in Kissingen stand, wurde die Division „Manteuffel“ ihnen nachgesandt.
Während ein Großteil der Brigade in der Schlacht die Stadt Kissingen mit eroberte, wurde der Rest durch das Kaskadental zum Salzwerk Friedrichshall nahe der Saale gesandt, welche mangels noch bestehender Brücken nicht passiert werden konnte. In Verbindung mit der Division „Manteuffel“ kämpfte es siegreich in dem mehrstündigen Gefecht bei Friedrichshall. Dort bezog das Regiment im Anschluss Quartier. Mit diesem Sieg endete das Gefecht für die Brigade und die Division zog weiter nach Winkels.
Als Falckenstein am 11. Juli aus dem Hauptquartier die Nachricht erreichte, dass für die voraussichtlichen Waffenstillstandsverhandlungen die Besetzung der Länder nördlich des Mains wichtig wäre, ordnete er einen sofortigen Rechtsabmarsch der Mainarmee in Richtung Frankfurt an.
Kurz nachdem die Brigade in der Nähe Laufachs Biwak bezog meldeten die Vorposten den Anmarsch „beträchtlicher“ feindlicher Truppen. Das Gefecht bei Frohnhofen begann zwischen der 26. Infanterie-Brigade und der Großherzoglich Hessischen Division unter dem Befehl des Generals Frey. Sein Vorgesetzter General Pergler von Perglas hatte ihm den Angriff befohlen sowie zu seiner Unterstützung die Nachsendung einer zweiten Brigade avisiert. Beim Beginn des überraschenden Angriffs lösten die in Wendelstein (Laufach) verbliebenen Füsiliere gerade die des Infanterie-Regiments Nr. 55 am Westrand Frohnhofens ab und der Angriff der Brigade „Frey“ wurde abgeschlagen. Eine halbe Stunde später ging die eingetroffene 2. hessische Brigade unter General Stockhausen gegen das Dorf vor. General Wrangel hatte derweil Bataillon von ihrem Lager hinter die Flügel der Vorpostenstellung vorgeschoben und der Angriff, sowie weitere dem folgende, wurde abgeschlagen.
Bei hereinbrechender Dunkelheit ließ General Wrangel vorerst für die Nacht Biwak beziehen. Am nächsten Tag nahm die Division die Verfolgung des sich nach Aschaffenburg zurückziehenden Feindes auf. Die Brigade „Wrangel“ bildete deren Flügelkolonne rechts des Mains. Das Regiment wurde als Vorhut über die Berge geschickt, da das Dorf Hoesbach im vor ihnen gelegenen Aschafftal als vom Feind besetzt gemeldet war.
Gegen 13 Uhr des 25. Juli brach die Division „Goeben“ aus Bischofsheim in Richtung Würzburg auf. Während die Brigade „Kummer“ auf der großen Straße marschierte, sicherten das Regiment samt Brigade deren Weg von der rechten Flanke aus. Als bei Paimar heftiges Geschützfeuer vernommen wurde, befahl Goeben die Brigade „Kummer“ nach Gerchsheim, wohin sich das VIII. Bundeskorps zurückgezogen hatte. General Wrangel hielt das Gros und somit das Regiment bei dem Gefechts bei Gerchsheim bei der Batterie außerhalb Gerchheims zurück.
Beim Artilleriebeschuss der Festung Marienberg oberhalb Würzburgs war die Mainarmee am Fuße des Bergs wieder vollständig versammelt. Während der Nacht ging die Nachricht ein, das eine bis zum 2. August andauernder Waffenruhe geschlossen wäre. Am 22. August 1866 folgte der Friedensschluss mit den Bayern.

### Deutsch-Französischer Krieg

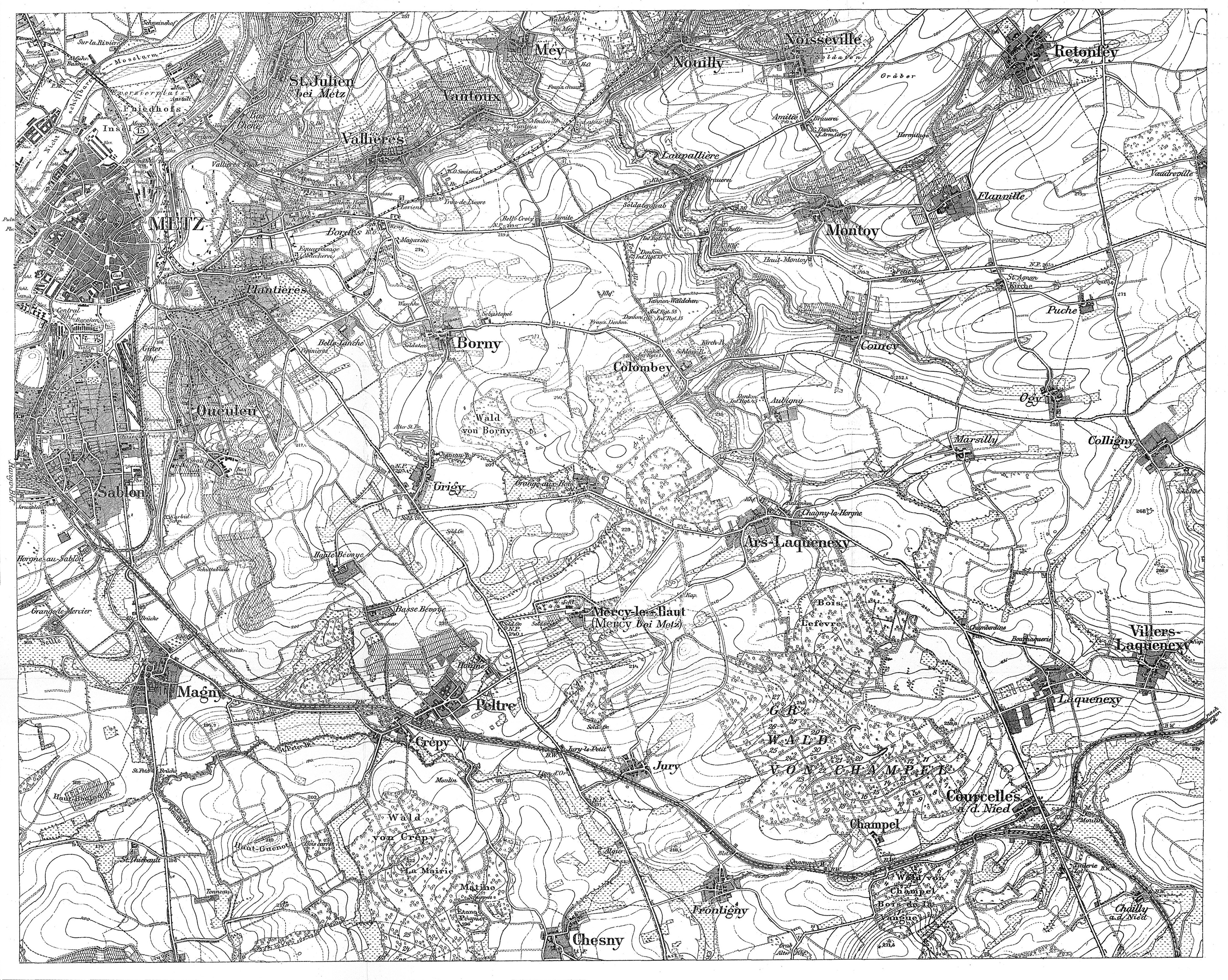
Plan zur Schlacht bei Colombey-Nouilly

In der Nacht vom 15. zum 16. Juli 1870 ging beim Kommando der Befehl zur Mobilmachung ein:

„Durch allerhöchsten Befehl ist die Mobilmachung der Norddeutschen Bundesarmee befohlen und sofort planmäßig auszuführen; der 16. Juli ist der erste Mobilmachungstag. Der Empfang dieses Befehls ist unter Angabe von Tag und Stunde zu melden.“

Als Oberst Eugen von Delitz, Kommandeur des 15. Infanterie-Regiments, am Morgen des 14. August Erkundungen vornahm, fand er das Château Aubigny verlassen vor. Von dort aus verschaffte er sich einen Überblick über die Aufstellung der französischen Armee und gewann den Eindruck, dass diese sich nach Metz zurückzog. Er meldete dies Generalmajor Goltz, Kommandeur der Avantgarde des VII. Armee-Korps, der aus der Summe der eingelaufenen Meldungen beschloss, die von den Franzosen beabsichtigte Rückwärtsbewegung zu stören.
General Goltz informierte sowohl beide Divisionen des VII. Armee-Korps als auch das I. Armee-Korps, um sich deren Unterstützung im Falle feindlichen Übergewichts sicher zu sein. Seine Vorhut, geführt von Oberst Delitz, eroberte in der Schlacht bei Colombey das auf einer vorspringenden Höhe gelegene Schloss von Colombey. Nach etwa einstündigem Gefecht wurde die Situation für die 26. Infanterie-Brigade kritisch, als eine leichte Batterie des I. Armee-Korps eintraf und südwestlich Montoys in Stellung ging. Zwei von der 2. Division vorausgesandte Batterien fuhren kurz darauf zwischen Montoy und Noisseville auf. Als die 25. Infanterie-Brigade auf dem linken Flügel eintraf, drehte sich die Lage. Als General Zastrow auf dem Kampfplatz eintraf, sandte er umgehend die 28. Infanterie-Brigade zum Angriff links der 26. Infanterie-Brigade. Als die 25. Infanterie-Brigade zum Angriff überging, schloss sich ihm das Gros des Regiments an. Beim zweiten Versuch drängen sie den Feind nach Borny und Bellecroix, heute beides Stadtteile von Metz, zurück. Das Regiment selbst zog sich dann nach Marsilly zurück.
Als am 17. August die Mosel in Richtung Gravelotte überquert wurde, wurde der von den übrigen Teilen des Korps getrennten 26. Infanterie-Brigade befohlen, die bewaldeten Höhen des Bois de Vaux zu besetzen.
Nach dem Sieg von Sedan und der Gefangennahme von Kaiser Napoleon III. und der Armee von Mac Mahon war nach Ansicht des Prinzen kein weiterer Durchbruchsversuch nach Norden zu erwarten. Er verlegte den im Westen gelegenen Schwerpunkt nach Süden. Die 26. Infanterie-Brigade und mit ihr das Regiment wurde in die Nähe des Fort Queuleu verlegt. Nach Beendigung der Belagerung verließen die geschlagenen Franzosen am 29. Oktober Metz und das VII. Armee-Korps stand an der Straße nach Ars-Laquenexy (heute: D999), um deren Vorbeimarsch abzunehmen. Die 26. Infanterie-Brigade stand gefechtsbereit an der Ostseite von Grigy (heute Teil von Metz), das Regiment rechts der Chaussee.
Es ist belegt, dass sich am 20. September die 26. Infanterie-Brigade in Begleitung des westfälischen Dichters Emil Rittershaus zu einem Gelage im Park von Mercy-le-Haut begab. Bei diesem erdachte der Dichter ein mehrstrophiges Gedicht über die Brigade „Goltz“, welches unter anderem in den Geschichten der zugehörigen Regimenter seinen Niederschlag fand.
Mit der Besetzung von Metz wurde vorläufig Generalleutnant Ferdinand von Kummer zum Kommandanten der Festung und die 26. Infanterie-Brigade zu deren Besatzung bestimmt. Kurz darauf wurden Generalleutnant Löwenfeld zum Gouverneur, Oberst Hans Friedrich von Brandenstein zum Kommandanten und Guido Henckel von Donnersmarck zum Zivilgouverneur ernannt. Während der Zeit in Metz erreichten das Regiment wieder ihre Kriegsstärke.
Das Regiment verließ am 30. November unter der Führung des Generals Friedrich von Bothmer Metz und erreichte am 8. Dezember Chaumont, den Vereinigungspunkt der Division. An Weihnachten 1870 trat das VII. Armee-Korps wieder zur 1. Armee zurück, das Regiment biwakierte in Châtillon und wurden am 12. Januar 1871 Teil der neugegründeten Südarmee. Die Brigade hielt am 23. Januar bei dem bis zum Abend andauernden Gefecht von Byans einen Zug auf, der mit Verletzten und Ersatz gerade im Begriff war Byans zu verlassen. Am Nachmittag wurde den im Paradeanzug ohne Gepäck in Dampierre versammelten Bataillonen der 13. Division der am 18. Januar 1871 Erlass zu Versailles des Königs bekanntgegeben.
Am 1. Februar um 12 Uhr mittags befahl General Manteuffel den Angriff auf Pontarlier, da er annahm, dass sich hier ein Gemisch aller feindlichen Korps zusammengedrängt hätte und bisher lediglich schwache Abteilungen nach St. Laurent zurückgezogen hätten. Bereits um 11 Uhr hatte die Avantgarde den schwachen französischen Widerstand am Bahnhof gebrochen und Pontarlier besetzt. General Fransecky befahl die sofortige Verfolgung. Beim Fort Château de Joux stieß man auf Widerstand, der erst nach einem längeren Gefecht gebrochen werden konnte. Das VII. Armee-Korps war in Pontarlier als Reserve zurückgeblieben, die Brigade hatte sich zur Verfügung des Generals Zastrow zu halten. Sie war somit nur untätiger Zuschauer des Schlussaktes, in dem die letzte große Armee Frankreichs in die Schweiz übertrat und dort interniert wurde.
Das VII. Armee-Korps erhielt am 6. März den Befehl, am nächsten Tag Richtung Châtillon-sur-Saône zu ziehen und die Departements Meuse, Vosges sowie die französisch bleibenden Teile von Meurthe und Moselle zu besetzen. Der Brigade fiel dabei unter anderem die Besetzung von Bar-le-Duc und Ligny zu. Der Befehl zum Rückzug traf am 23. Mai ein.

## Kommandeure
| Dienstgrad          | Name                                      | Datum                                  |
| ------------------- | ----------------------------------------- | -------------------------------------- |
| Generalmajor        | Theodor von Rommel                        | 04. Mai 1852                           |
| Generalmajor        | Karl Ludwig Gervien                       | 18. Dezember 1856                      |
| Generalmajor        | August von Horn                           | 13. Mai 1858                           |
| Oberst/Generalmajor | Franz von Frobel                          | 15. März bis 12. Oktober 1859          |
| Generalmajor        | Karl von Toll                             | 13. Oktober 1859 bis 13. Oktober 1862  |
| Generalmajor        | August Karl von Goeben                    | 29. Januar 1863                        |
| Generalmajor        | Karl von Wrangel                          | 21. November 1864                      |
| Generalmajor        | Karl von Blumenthal                       | 10. August 1867                        |
| Generalmajor        | Kuno von der Goltz                        | 18. Juni 1869                          |
| Oberst              | Emil von Conrady                          | 08. Februar bis 8. April 1871 (Führer) |
| Oberst/Generalmajor | Adalbert zu Dohna                         | 03. Juni 1871 bis 16. September 1872   |
| Generalmajor        | Konstantin von Busse                      | 12. Oktober 1872                       |
| Generalmajor        | Rudolf von Bessel                         | 04. Februar 1873                       |
| Generalmajor        | Viktor von Alten                          | 08. September 1877 bis 16. August 1882 |
| Generalmajor        | Eduard von Stocken                        | 17. August 1882                        |
| Generalmajor        | Albert von Kessel                         | 12. Juni 1886                          |
| Generalmajor        | Ferdinand Kraehe                          | 13. November 1888                      |
| Generalmajor        | Leopold von Winning                       | 20. Juni 1891                          |
| Generalmajor        | Karl von Goeßel                           | 18. April 1895                         |
| Generalmajor        | Ernst von Bernuth                         | 18. August 1896                        |
| Generalmajor        | Conrad von Werneburg                      | 18. April 1899                         |
| Generalmajor        | Hermann von Blankenburg                   | 27. Januar bis 13. August 1902         |
| Generalmajor        | Wilhelm von Uslar                         | 18. August 1902                        |
| Generalmajor        | Wilhelm von Dehn-Rotfelser                | 01. Mai 1904                           |
| Generalmajor        | Richard von Beck                          | 10. April 1906                         |
| Generalmajor        | Cai Theodor Dame                          | 19. August 1909                        |
| Generalmajor        | Alfred Riedel von Konsheim                | 22. April 1912                         |
| Generalmajor        | Johannes Friedrich Rogalla von Biberstein | 04. April 1914                         |
| Generalmajor        | Richard von Brauchitsch                   | 02. August 1914                        |
| Generalmajor        | Gustav Hagenberg                          | 25. Oktober 1914                       |
| Oberst              | Carl Groos                                | Oktober 1917                           |
| Oberst              | Viktor Bauernstein                        | 04. September 1918                     |
| Generalmajor        | Wigand von Cramer                         | 27. Februar 1919 bis 25. Mai 1919      |

## Stellvertretendes Brigadekommando
| Dienstgrad   | Name                  | Datum              |
| ------------ | --------------------- | ------------------ |
| Oberst       | Karl Quednow          | 1864               |
| Oberst       | Karl Quednow          | 1866               |
| Generalmajor | Theodor Karl Schwartz | 18. Juli 1870      |
| Generalmajor | Ernst von Gladniß     | 02. August 1914    |
| Generalmajor | Hans von Brüsewitz    | 03. September 1914 |
| Generalmajor | Carl Neuhauß          | 1918 bis 1919      |